# Fekete nyár
A fekete nyár (Populus nigra) a Malpighiales rendjébe, ezen belül a fűzfafélék (Salicaceae) családjába tartozó faj. A német erdészek 2006-ban az év fájává választották.

## Előfordulása
A fekete nyár eredetileg csupán Közép- és Dél-Európa nagy folyói mentén honos, de sokfelé ültetik, parkfának is beválik.

## Alfajok, változatok

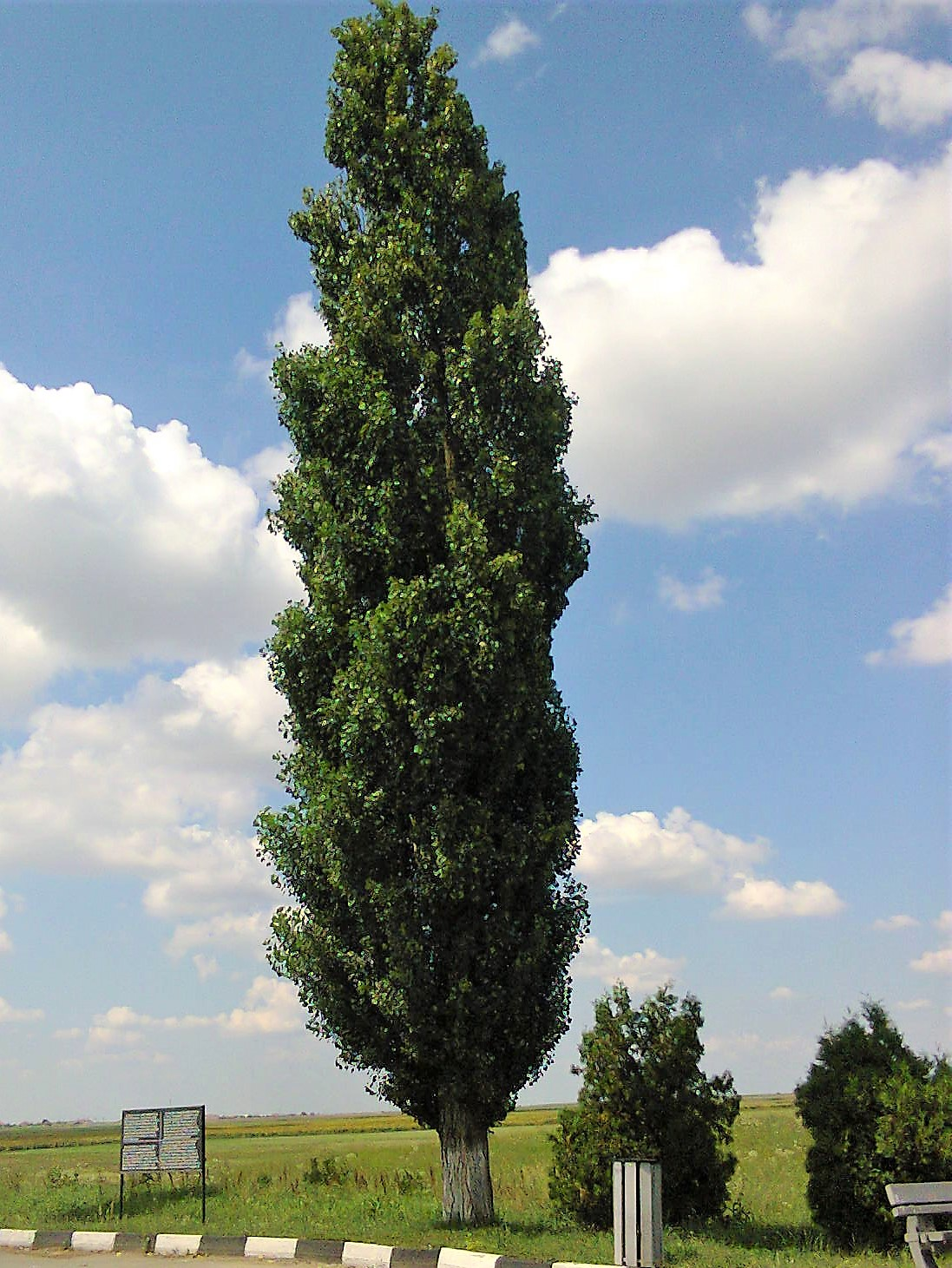
Termesztett fekete nyár egy erdélyi parkolóban

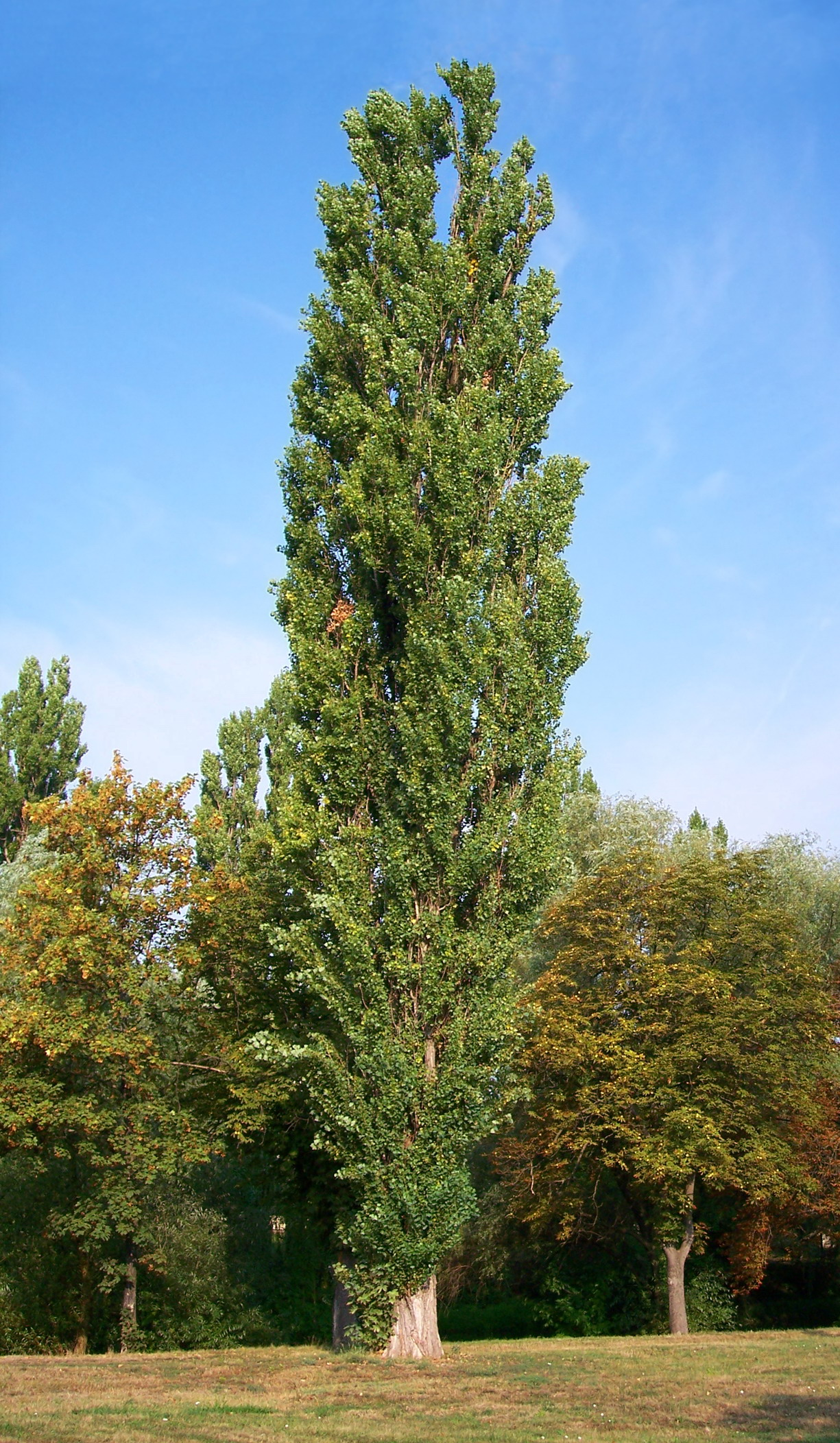
Magasra törő magyarországi fekete nyár-változat (Plantierensis Group)

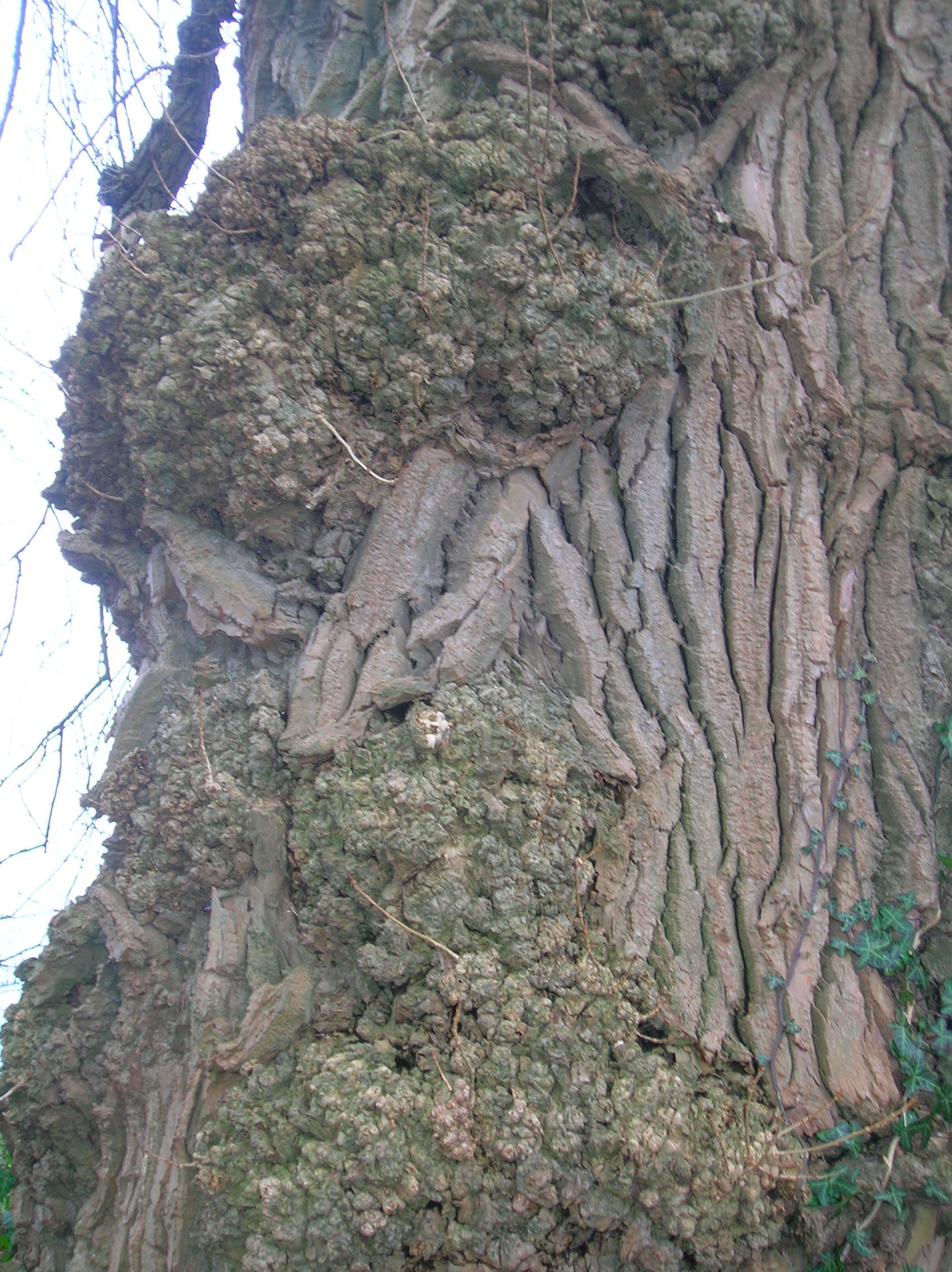
Deformált és normális kéreg egy a betulifolia alfajba tartozó fekete nyáron (Skócia, Ayrshire)

Három alfaja ismeretes, bár egyes botanikusok megkülönböztetnek egy negyediket is:
- Populus nigra subsp. nigra. Közép- és Kelet-Európa. A levelek és hajtások simák (szőrtelenek), a kéreg szürkésbarna, vastag és barázdált.
- Populus nigra subsp. betulifolia (Pursh) W.Wettst. Északnyugat-Európa (Franciaország, Nagy-Britannia, Írország). A levélerek és a hajtások finoman pelyhezettek, a kéreg szürkésbarna, vastag és barázdált, gyakran erős deformációkkal. A törzs általában erősen megdőlt.
- Populus nigra subsp. caudina (Ten.) Bugała. Mediterráneum, és Délnyugat-Ázsia, ha a var. afghanica-t nem tekintjük különállónak.
- Populus nigra var. afghanica Aitch. & Hemsl. (syn. P. nigra var. thevestina (Dode) Bean). Délnyugat-Ázsia. Sok botanikus a fekete nyár termesztett változatának tekinti csak,[3] mások P. afghanica néven külön fajnak;.[4] A kéreg sima, csaknem fehér, a levelek és a hajtások a caudina alfajhoz hasonlóak (lásd még a változatokat).

A betulifolia alfaj Nagy-Britannia és Írország legritkább fái közé tartozik, mindössze 7000 fa ismeretes, amiből csak mintegy 600 példány nőivarú.
Néhány könnyebben beszerezhető termesztett változat:
- 'Italica'. A valódi lombardiai nyár (jegenyenyár), a 17. században nemesítették ki Észak-Itáliában, Lombardiában. Felfelé törekvő, igen keskeny koronájú fajta. Mivel a mediterrán régióból származik, jól alkalmazkodott a forró, száraz nyarakhoz, nyirkos környezetben azonban rövid életű a gombabetegségek miatt. Hímivarú klón.[8]
- Plantierensis group. Az 'Italica' és a P. nigra ssp. betulifolia keresztezéséből származó klónok csoportja, amit a franciaországi Metz környéki Plantières faiskolában nemesítettek 1884-ben; hasonló az 'Italica' fajtához (gyakran össze is tévesztik vele), de kissé szélesebb nyílású a koronája, és jobban alkalmazkodott Északnyugat-Európa hűvös, nedves éghajlatához, ahol valódi lombardiai nyár alig terem meg. Nő- és hímivarú klónok is léteznek. Nagy-Britanniában és Írországban ezt a fajtát ültetik lombardiai nyár néven.[8]
- 'Manchester Poplar'. A betulifolia alfaj egy termesztett fajtája, Északnyugat-Angliában gyakran ültetik. Hímivarú klón, jelenleg a venturiás levél- és hajtásfeketedés[9] („Poplar scab”) betegség veszélyezteti.[10][11]
- 'Gigantea'. Szintén felfelé törekvő, nőivarú klón, ismeretlen eredetű fajta. Az 'Italica' fajtánál szélesebb, erőteljesebb a koronája.[8]
- 'Afghanica' (syn. 'Thevestina'). A legtöbb, ha nem az összes 'Afghanica' egyetlen klónból származik, ezért sok botanikus csak változatnak (variety) tekinti, nem fajtának (cultivar). Felfelé törekvő, az 'Italica' fajtára hasonlít, de feltűnően fehéres a kérge; az 'Italica'-tól abban is eltér, hogy nőivarú klón. Ez a Délnyugat-Ázsiában és a Balkánon elterjedt fekete nyár, a Balkánra valószínűleg az Ottomán Birodalom idején hozták be.[8]

## Megjelenése, felépítése
A 20–30, ritkán 40 méter magasra növő, tekintélyes méretű, szélesen felálló koronájú lombhullató fa. Különösen idős korában többtörzsűvé válik, és igen szabálytalan benyomást kelthet. 1,5 méter átmérőjűre vastagodó törzse általában meglehetősen egyenetlen és csavarodott, többnyire kissé görbe, és már a föld felett kis magasságban néhány igen erős, masszív, ívben vagy meredeken ferdén felálló oldalág nő belőle. Kérge idősebb korában feketés-szürke, mélyen berepedezik. A tompa ékvállú, rombusz alakú levelek nyele a rövid hajtásokon körülbelül 5–9 centiméter hosszú. A mindkét oldalukon zöld levelek aprón fűrészes-fogasak, a csúcsuk kihegyezett, a hosszú hajtásokon majdnem levágott vállból háromszögűek.

## Életmódja
A fekete nyár a nyirkos, időszakonként elárasztott vastag homok- vagy kavicsrétegre települt talajokat kedveli.
Március–április között virágzik. Kétlaki, a barkavirágzatban álló virágokat a szél porozza.

## Képek

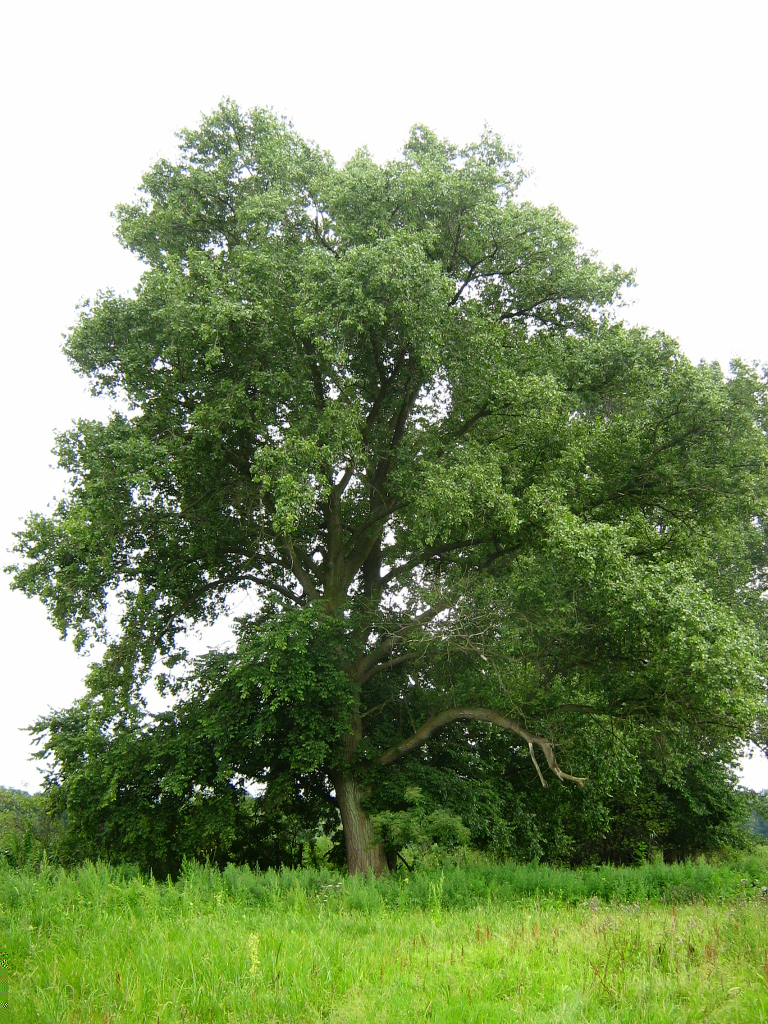
A fa nyáron
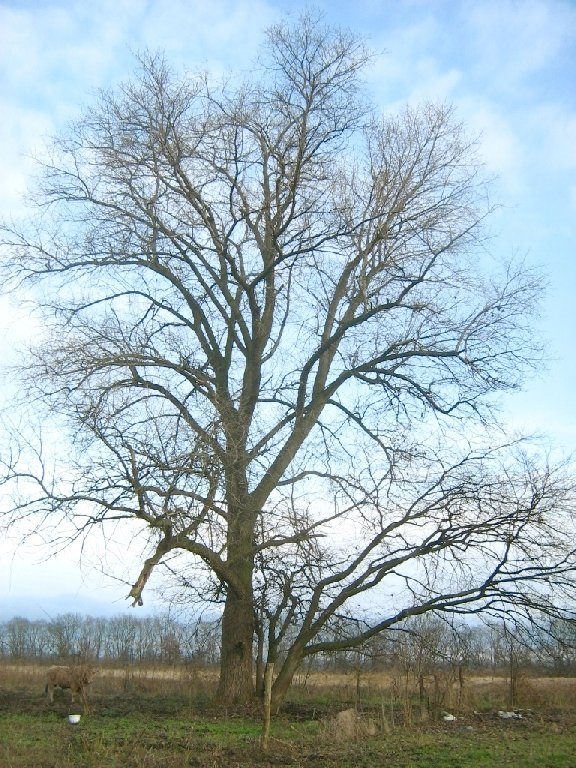
és télen
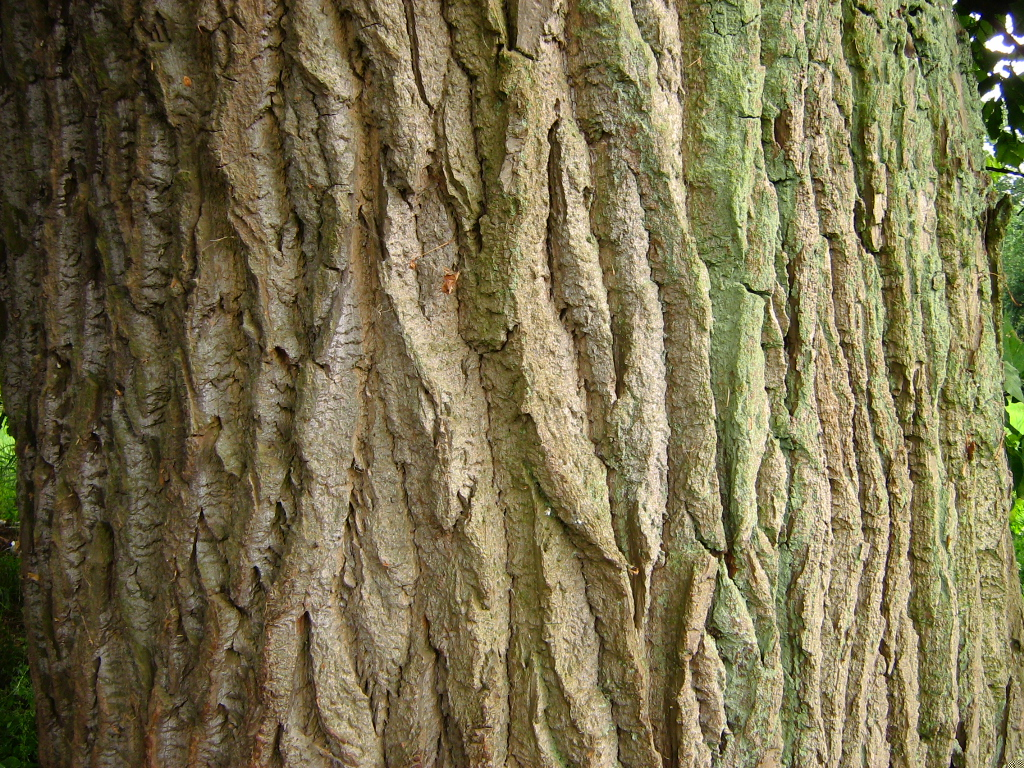
Kérge
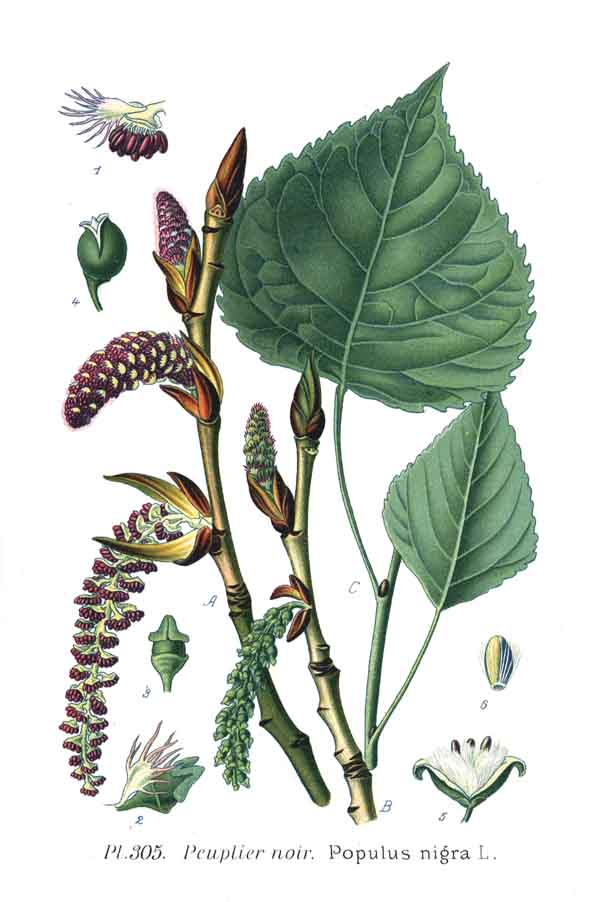
Rajz a levelekről, barkákról és magokról
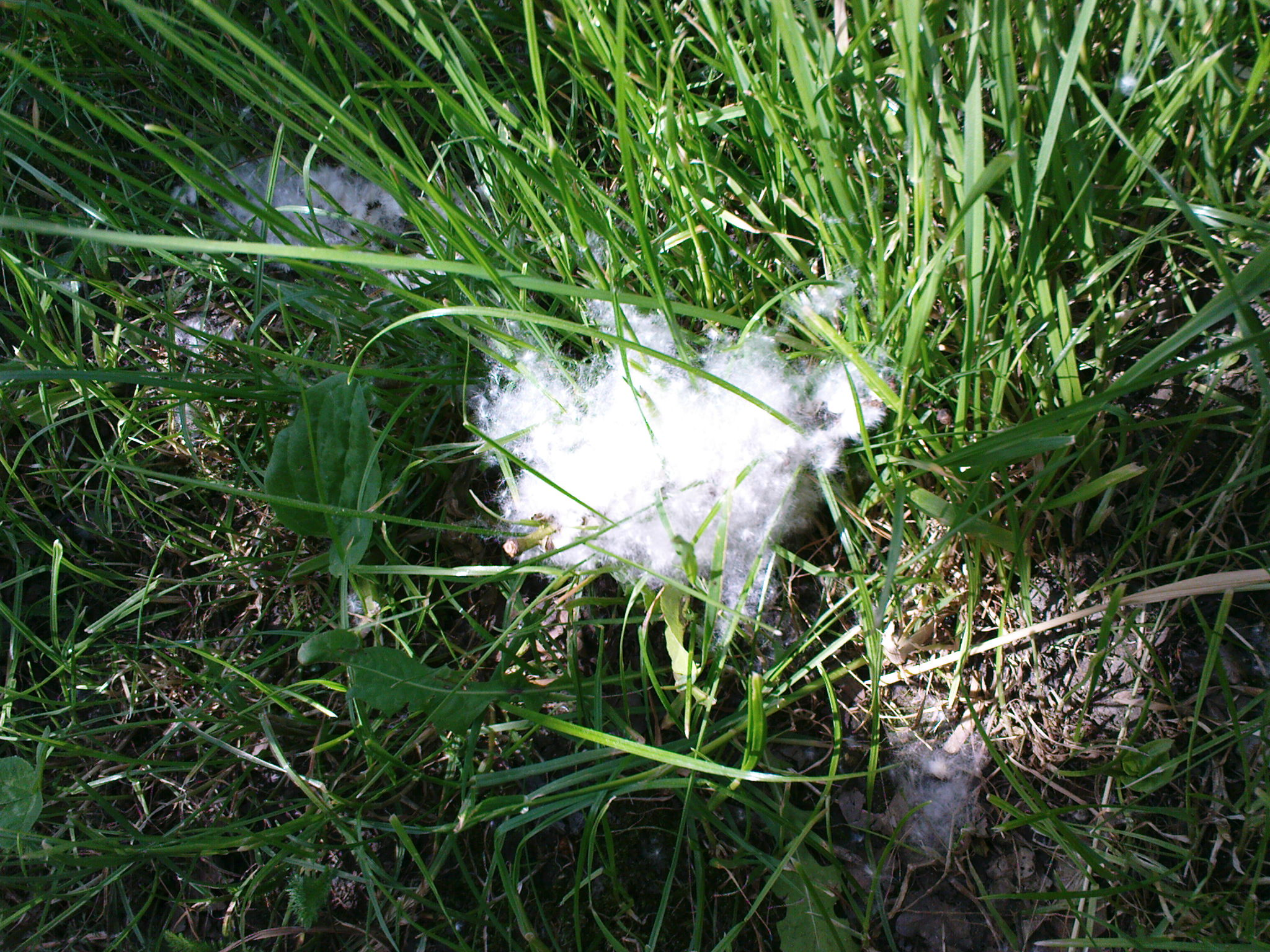
Magvai a fűben